# Coralliodrilus regius
Coralliodrilus regius är en ringmaskart som beskrevs av Erséus 1990. Coralliodrilus regius ingår i släktet Coralliodrilus och familjen glattmaskar. Inga underarter finns listade i Catalogue of Life.